# Michoacán de Ocampo
Michoacán de Ocampo (Purépecha: P'urhépecherio, Nahuatl: Michhuahcan, Mazahua: Xanxkua) is een van de 31 staten van Mexico. Michoacán heeft een oppervlakte van 59.864 km² en 4.748.846 inwoners (2020). De hoofdstad van de staat is Morelia. Andere steden in Michoacán zijn Lázaro Cárdenas, Pátzcuaro, Puruándiro, Uruapan en Zamora. Michoacán grenst in het westen aan Colima en Jalisco, aan Guanajuato en Querétaro in het noorden, México in het oosten, Guerrero in het zuidoosten en aan de Grote Oceaan in het zuiden.

## Geografie
Michoacán is een gebied dat gekenmerkt wordt door tektonische activiteit. Het ligt op de grens van de Noord-Amerikaanse Plaat met de Cocosplaat en daardoor komen er regelmatig aardbevingen voor. Bergen en vulkanen kenmerken het grootste deel van Michoacans geografie. De staat bevindt zich aan de westelijke uitlopers van de Trans-Mexicaanse Vulkanengordel en de Zuidelijke Sierra Madre. De bevolking concentreert zich in de Taraskische Hoogvlakte in het noorden van de staat, waarin zich bovendien een aantal grote meren bevinden, waaronder het Cuitzeomeer, het Pátzcuaromeer en het Chapalameer. Het hoogste punt is met 3840 meter de vulkaan Tancítaro. Andere bekende vulkanen zijn El Jorullo en vooral de Paricutín. De grootste rivieren zijn de Río Lerma in het noorden, de Río Cuapititzio en de Río Balsas die de grens met Guerrero vormt. Het Presa Infiernillo, een stuwmeer in de Balsas, is het grootste meer van de staat. Zestig procent van het oppervlak is bedekt met bos.
Michoacán geldt qua natuurschoon als een van de mooiste staten van het land. De bergachtige regio in het uiterste oosten van Michoacán, ten noorden van Zitácuaro, is wereldberoemd als reservaat van de monarchvlinders en UNESCO werelderfgoed als Biosfeerreservaat van de monarchvlinder. Het klimaat is gematigd in de bergen en op de hoogvlaktes en tropisch aan de kust.

## Bevolking
De voornaamste inheemse bevolkingsgroep in Michoacán vormen de Purépecha. De Purépecha tellen ongeveer 200.000 leden en zijn bekend om hun muziek en handnijverheid. Andere inheemse volkeren in Michoacán zijn Nahua, Otomí en Mazahua. Michoacán is een van de armere staten van Mexico, hoewel het stedelijke noorden aanzienlijk welvarender is dan het landelijke zuiden. Bronnen van inkomsten zijn landbouw (maïs, suiker, fruit), mijnbouw (ijzer, cokes, zink), bosbouw, visserij, handnijverheid, toerisme en financiële dienstverlening.

## Geschiedenis
Tijdens de precolumbiaanse periode was Michoacán waarschijnlijk een gebied met een hoge etnische en culturele verscheidenheid. In de 13e eeuw kwam de beschaving van de Purépecha (Tarasken) op, die waarschijnlijk recente immigranten waren. Het kerngebied van hun rijk werd gevormd door de steden Tzintzuntzán, Pátzcuaro en Ihuatzio rond het Pátzcuaromeer. Vanaf de 15e eeuw wisten ze hun machtsgebied uit te breiden over een groot deel van West-Mexico. De Purépecha waren gezworden vijanden van de Azteken, die meerdere vergeefse pogingen deden hen te onderwerpen. Michoacán dankt haar naam aan de Azteken, die het Purépecharijk Michhuahcan, "plaats van de vissers", noemden. De laatste Purépechavorst Tangoxoán II onderwierp zich in 1530 vrijwillig aan de Spanjaarden, maar een aantal jaar later werd het rijk alsnog door de Spaanse veroveraar "bloederige" Nuño Beltrán de Guzmán vernietigd.

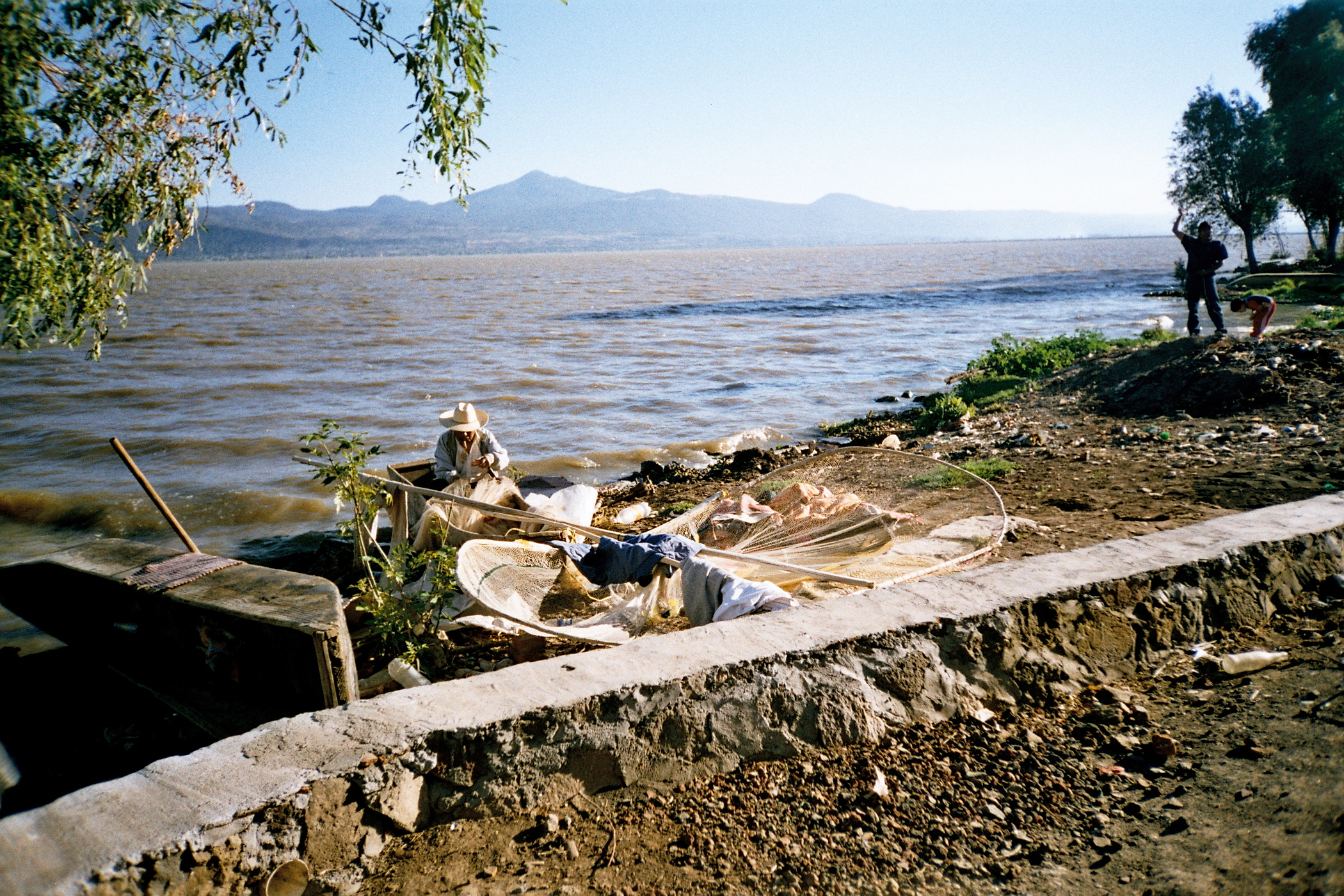
Purépechavisser aan het Pátzcuaromeer

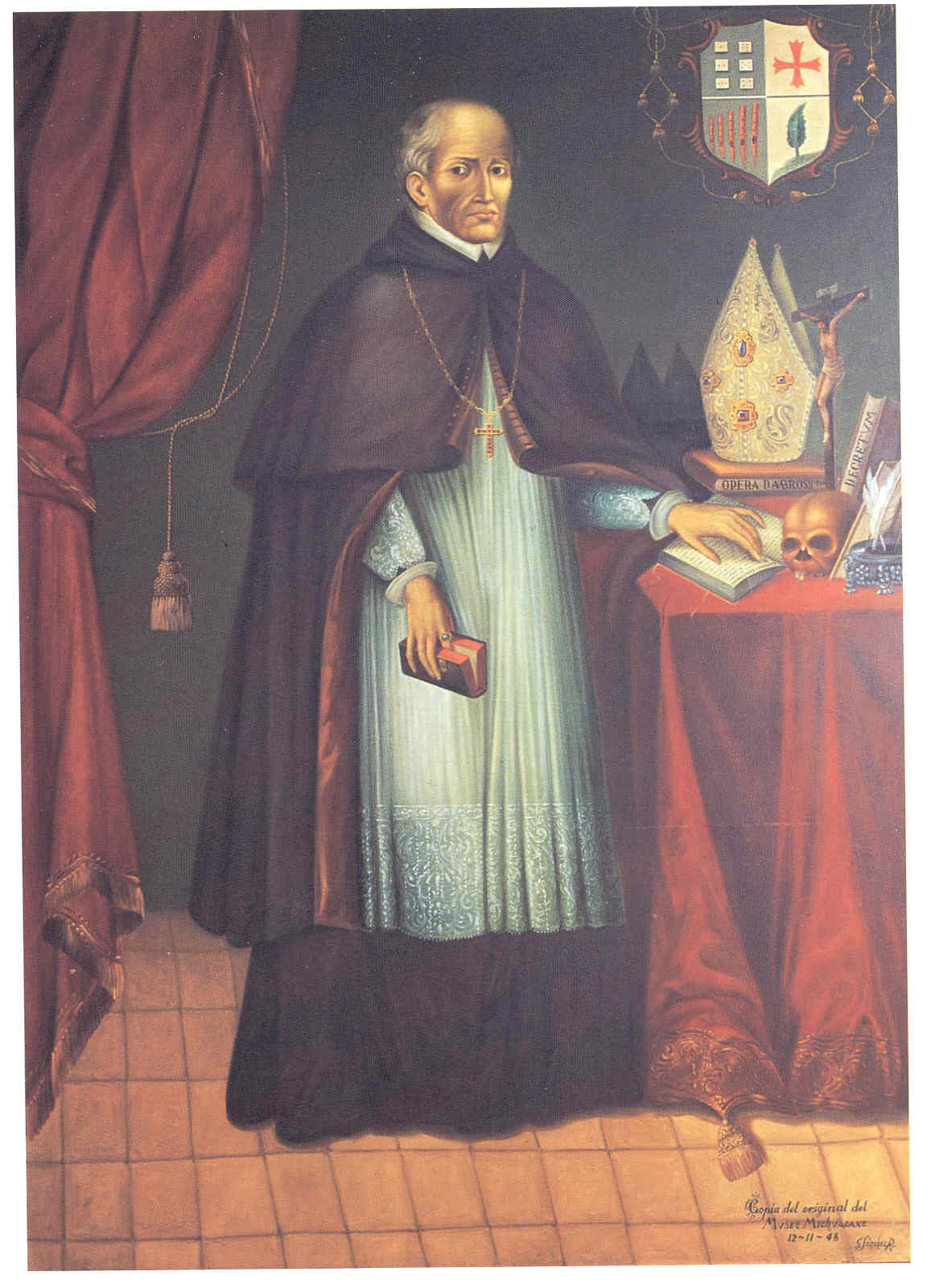
Vasco de Quiroga, de eerste bisschop van Michoacán

Na de verovering werd Vasco de Quiroga aangewezen als bisschop van Michoacán. Quiroga, een bewonderaar van Thomas Mores Utopia poogde zo veel mogelijk van de Purépechacultuur te redden. Hij stichtte een school en een ziekenhuis in elk dorp, en wees bovendien elk dorp een ambacht aan waarin zij zich moesten specialiseren, een traditie die tot op de dag van vandaag is blijven staan. Hij beschermde de Purépecha tegen uitbuiting door de Spaanse veroveraars en poogde hen zelfbestuur bij te brengen. Tata Vasco wordt nog steeds door veel Purépecha als een heilige vereerd. Quiroga verplaatste de hoofdstad van Tzintzuntzán naar Pátzcuaro, en vervolgens werd door gouverneur Antonio de Mendoza de stad Valladolid (het huidige Morelia) als nieuwe hoofdstad gesticht. Tijdens de gehele koloniale periode was Michoacán een belangrijk religieus en juridisch centrum.
In het begin van de 19e eeuw vormde Michoacán een broeinest van samenzweringen tegen het Spaanse gezag. In 1809 werd de samenzwering van Valladolid ontdekt, waarbij een aantal notabelen uit de hoofdstad plannen smeden de Spanjaarden te verjagen. Een jaar later brak de onafhankelijkheidoorlog uit, geleid door de priester Miguel Hidalgo die was opgeleid in Valladolid. Na Hidalgo's dood werd de leiding overgenomen door José María Morelos, geboren in Michoacán en voormalig leerling van Hidalgo. Morelos slaagde erin de Spanjaarden uit Michoacán te verdrijven en daarna heel Zuid-Mexico te verdrijven, maar hij werd in 1815 gevangengenomen en door de Spanjaarden gefusilleerd. Een aantal jaar na Mexico's onafhankelijkheid in 1821 werd Valladolid ter ere van Morelos hernoemd tot Morelia. Na de proclamatie van de republiek in 1824 werd Michoacán een staat van Mexico en een jaar later werd de eerste grondwet van de staat uitgeroepen.
In de beginfase van de Revolutie van Ayutla was Michoacán het toneel van verschillende gevechten tussen de liberalen en de troepen van dictator Antonio López de Santa Anna. Gouverneur Melchor Ocampo van Michoacán was een van de meest vooraanstaande liberale leiders uit de liberale hervormingen, en werd later benoemd tot minister van financiën. Nadat hij in 1861 door conservatieve rebellen werd vermoord werd de staat ter ere van hem hernoemd tot Michoacán de Ocampo. Aan het einde van de 19e eeuw, tijdens het Porfiriaat, waren Mariano Jiménez en Aristeo Mercado de sterke mannen in Michoacán. In deze tijd kwam de mijnbouw en de grootschalige landbouw tot ontwikkeling, echter schade berokkenend aan de natuur en de meeste arme inwoners, daar het grondbezit zich in de handen van een kleine groep machtigen concentreerde.
Tijdens de Mexicaanse Revolutie wist generaal José Garza Gonzalez voor de constitutionalisten Michoacán in te nemen en Alfredo Elizondo werd als gouverneur geïnstalleerd. Elizondo begon met het doorvoeren van antiklerikale en landhervormingen. In het postrevolutionaire tijdperk leverde Michoacán en aantal van de prominentste leiders van Mexico, waaronder Francisco J. Múgica en vooral Lázaro Cárdenas. Michoacán werd zwaar geteisterd door de Cristero-oorlog waarbij katholieke rebellen het opnamen tegen de overheid, maar Cárdenas slaagde er na zijn verkiezing als gouverneur in de cristero-oorlog in Michoacán te de-escaleren. Cárdenas deelde meer van 400.000 hectare uit aan landloze Michoacánen en onder zijn toezicht ontwikkelden zich de eerste vakbonden. Cárdenas werd in 1934 tot president gekozen.
In de twintigste eeuw haalde Michoacán meerdere malen het wereldnieuws wegens geologische gebeurtenissen. In 1942 vond een spectaculaire gebeurtenis plaats toen vanuit het niets de vulkaan Paricutín ontstond. In 1985 lag het epicentrum van een zeer zware aardbeving in Michoacán, waar vooral Mexico-Stad enorme schade onder leed.  Michoacán kwam ook in het nieuws wegens het drugsgeweld. In 2006 bijvoorbeeld werden niet minder dan 500 drugsgerelateerde moorden geregistreerd, meer dan in enig andere staat in Mexico. Het kartel La Familia Michoacana heeft haar thuisbasis in Michoacán. Gouverneur Fausto Vallejo Figueroa (2012-2014) van de Institutioneel Revolutionaire Partij (PRI) moest aftreden vanwege zijn relaties met de georganiseerde misdaad.

## Cultuur
La Danza de los viejitos (dans van de oudjes) is een traditionele dans in Michoacán.
|  |  |

## Gemeenten
Michoacán bestaat uit 113 gemeenten, zie Lijst van gemeenten van Michoacán.